# Mehdi Hasan
Pour les articles homonymes, voir Hasan.
Mehdi Hasan (né en juillet 1979) est un journaliste politique britannique. D'origine indienne, il est le présentateur sur Al Jazeera English de The Café et Head to Head. Il est également le biographe d'Ed Miliband.

## Note et référence
1. ↑  Head to head - Will the internet set us free?. Al Jazeera English, 4 April 2014 (video, 47 min), at 7:20 -7:25 min
2. ↑  « Mehdi Hasan - Profile », Al Jazeera (consulté le 23 mars 2013)